# Bahía Balaresque
Die Bahía Balaresque (spanisch, in Argentinien Bahía Chavarría) ist eine Bucht an der Danco-Küste des Grahamlands auf der Antarktischen Halbinsel. Sie ist eine Nebenbucht der Hidden Bay am nordöstlichen Ende der Kiew-Halbinsel.
Chilenische Wissenschaftler benannten sie nach dem späteren Admiral Jorge Oscar Balaresque Buchanan (1911–1998), Kommandant des Schiffs Iquique bei der 4. Chilenischen Antarktisexpedition (1949–1950). Der Hintergrund der argentinischen Benennung ist nicht hinterlegt.